# Gerontokrati
Gerontokrati kallas en styrelseform där befogenheterna hos makthavarna huvudsakligen baseras på hög ålder.
I många stamsamhällen, särskilt i Afrika och Mellanöstern, är politiskt ledarskap och inflytande förknippade med den mogenhet och livsvisdom som följer av relativt hög ålder. Både Sovjetunionens och Kinas ledarskap var fram till början av 1990-talet utpräglat gerontokratiska.
Uttrycket förekommer i slangform i vissa negativt laddade uttryck som gubbvälde (eller, mer sällan, gumvälde).